# 東坊城徳長

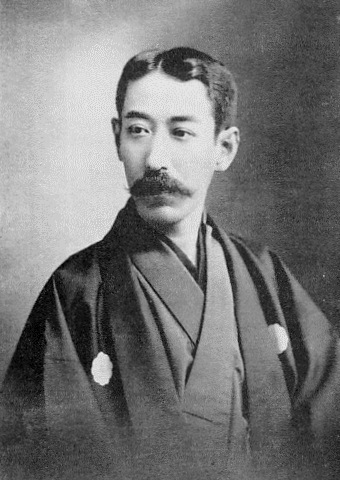
東坊城徳長

東坊城 徳長（ひがしぼうじょう よしなが、1869年6月26日〈明治2年5月17日〉 - 1922年〈大正11年〉8月8日）は、日本の華族。御歌会奉行、貴族院議員を務める。官位は正三位勲三等子爵。大学頭東坊城任長の子。幼名は信丸。

## 略歴
父の隠居に伴い1878年（明治11年）7月に家督を相続。1884年（明治17年）7月8日、子爵を叙爵した。後に宮中に仕え、御製取調掛、掌典、明治天皇御製臨時編纂部員、御歌所参候、御歌会始奉行等を歴任する。1911年（明治44年）7月10日、貴族院子爵議員に当選し、研究会に所属して死去するまで在任。東坊城家の先祖の菅原道真を祀る大田神社奉賛会である東風会会長を1902年（明治35年）より務めた。死後嫡男の政長が継いだ。墓所は京都市上京区浄福寺。

## 親族
次女の敏子（庶子）は大正期に貞明皇后付の女官（権掌侍）として長年勤め、宮中でその美貌から禁廷に咲く白百合一輪、通称、白百合の局と呼ばれ、長田幹彦『小説天皇』のヒロインのモデルとなった。後に目黒雅叙園の創始者である細川力蔵に嫁いだ。俳優の東坊城恭長は三男、女優の入江たか子（本名：英子）は三女、入江若葉は外孫に当る。